# The Backyard
The Backyard é um curta-metragem de comédia mudo norte-americano, realizado em 1920, com o ator cômico Oliver Hardy.

## Elenco
- Jimmy Aubrey
- Oliver Hardy ... (como Babe Hardy)
- Jack Ackroyd
- Kathleen Myers
- Evelyn Nelson